# NPO 2
NPO 2 (voorheen Nederland 2 en TV2) is een van de drie televisiezenders van de Nederlandse Publieke Omroep. De zender is in oktober 1964 opgericht en zou zich vanaf eind jaren tachtig profileren als een zender met vooral veel sport, amusement en belangrijke evenementen. Die onderdelen zijn ondergebracht op NPO 1. NPO 2 profileert zich als de 'verdiepende' zender, voor de 'geïnteresseerde kijker'. Kunst, cultuur, politiek, samenleving en religie zijn vaste factoren voor NPO 2. De zender behaalde in 2008 een marktaandeel van 7,1% en was daarmee in kijkerspubliek de vijfde zender van Nederland. Netcoördinator sinds 1 oktober 2012 is Gijs van Beuzekom.

## Geschiedenis
Op woensdag 4 maart 1964 begon men met de proefuitzendingen. De experimentele periode duurde 7 maanden, en er was geld voor in totaal 150 zenduren. De zwart-wit uitzendingen waren in het begin alleen te volgen via de televisiezender IJsselstein-Lopik. Nadat in 1970 de laatste steunzenders in Arnhem en Hulsberg in gebruik waren genomen, werd een goede ontvangst van de zender in heel Nederland mogelijk.
De officiële start van 'Nederland 2' was op donderdag 1 oktober 1964 om 20.00 uur, na de toespraak door de voorzitter van de NTS, Emile Schütenhelm. Er werd kijkgeld toegewezen om in het eerste jaar 17½ uur per week uit te kunnen zenden, plus een uur per week voor Eurovisie-uitzendingen. De programma’s werden meestal uitgezonden van 20.00 tot 22.30 uur. Met ingang van 1 oktober 1967 werd de zendtijd uitgebreid met zes uren per week. De eerste uitzendingen in kleur op Nederland 2 waren te zien vanaf de technologiebeurs Firato in september 1967.
Oorspronkelijk was Nederland 2 een zender waar van 1964-1976 en van 1983-1988 in de avond een wisselavond te zien was (van 1976 t/m 1983 was dit op Nederland 1), verzorgd door de A-omroepen die elk hun vaste uitzenddag hadden op Nederland 1. De vaste uitzenddagen van de omroepen werden elk jaar op 1 oktober gewisseld behalve de VPRO, die vast op zondagavond bleef uitzenden. Verder werd de programmering opgevuld door de NOS, Teleac en de overige kleine zendgemachtigden.
Toen op Tweede Paasdag 4 april 1988 Nederland 3 van start ging, verdwenen deze wisselavonden en kregen de KRO, NCRV, VARA en EO hun uitzenddagen op Nederland 1, terwijl AVRO, TROS, Veronica en VPRO uitzenddagen kregen op Nederland 2. Omdat de AVRO, TROS en Veronica samen met Elsevier, de Perscombinatie, De Telegraaf en VNU een commercieel kanaal wilden maken, profileerden deze omroepen zich als het ATV-/EPTV-kanaal. Deze plannen zijn nooit doorgegaan. De NOS en de kleinere zendgemachtigden hebben uitzenddagen op Nederland 3.
Omdat vooral de grote algemene omroepen na de komst van Nederland 3 op Nederland 2 uitzonden, werd Nederland 2 in de loop der tijd vooral bekend als het "pretnet". Nederland 2 zou zich ook als zodanig profileren, omdat ook de NOS grote sportevenementen op deze zender ging vertonen in plaats van op Nederland 3.
In januari 1990 wijzigde Nederland 2 op initiatief van de "ATV" omroepen (AVRO, TROS en Veronica) officieus in TV 2, maar in 2000 werd de naam Nederland 2 weer heringevoerd. Opvallend was dat alleen de zender en de huisomroepen daarop zichzelf TV2 noemden, terwijl elders in de programmabladen, kranten en officiële documenten over Nederland 2 gesproken bleef worden.
In de loop der jaren heeft de zender enkele wisselingen van omroeporganisaties gekend. Eerst ging de VARA naar Nederland 2, terwijl de AVRO naar Nederland 1 ging. Toen de VARA en de VPRO in het volgende seizoen verhuisden naar Nederland 3, verhuisde de EO naar Nederland 2. Hierdoor ontstond de vreemde mengelmoes van TROS, Veronica en EO op Nederland 2. Per 1 september 1995 verliet Veronica het publieke omroepbestel voor een commercieel avontuur. Vanaf september 1998 kwam de nieuwe omroep BNN op Nederland 2. De TROS en de EO waren twee omroepen die gebrand waren op hun eigen identiteit en datzelfde gold ook voor Veronica en later BNN. Daarom kreeg Nederland 2 nooit een eigen gezicht, in tegenstelling tot de overige twee publieke tv-zenders. Na de opkomst van BNN ruilden de AVRO en EO in 2004 van plaats, waardoor de AVRO weer terugkwam op Nederland 2 en de EO terugkeerde op het eerste net (zie ook bij programmering).
Op 4 september 2006 ging een nieuwe programmering van de NPO van start. De omroepen hadden vanaf toen geen eigen thuisnet meer, maar verzorgden uitzendingen verdeeld over de drie publieke televisiezenders. Nederland 2 is sindsdien de zender voor 'verdieping'.
Op 3 februari 2014 startte Nederland 2 (later NPO 2) met 2Doc.

## Programmering
NPO 2 is het thuisnet van programma's met een verdiepende grondslag. Veel van de programma's van de NTR, VPRO, KRO-NCRV, EO en HUMAN zijn via dit net te volgen.
Vaste onderdelen op NPO 2 zijn:
- Uitzending Gemist (met tussen 09.10 en 16.00 uur herhalingen van programma's van NPO 1, 2 en 3 van de afgelopen week)
- het 'actualiteitenuur' tussen 22.00 en 23.00 uur (met Nieuwsuur)
- en de nachtcarrousel met herhalingen van de actualiteitenrubrieken van de dag (met o.a. EenVandaag, Nieuwsuur)

Op zaterdagochtend en -middag is het tijd voor programma's over cultuur en op zondag zijn er religieuze programma's en samenzang.
Tijdens grote sportevenementen, zoals de Olympische Spelen, het EK voetbal en het WK voetbal worden de meeste journaals tijdelijk uitgezonden op NPO 2, zodat NPO 1 ruimte heeft deze evenementen live uit te zenden.

## Online titels
NPO 2 heeft als speerpunten (onderzoeks)journalistiek, documentaires en kunst & cultuur. Binnen deze genres is de zender ook actief online. Titels als Nieuwsuur, Vroege Vogels, Zembla, 2Doc, Monitor, Tegenlicht, Brainwash en Het Uur van de Wolf bieden inhoudelijk verdiepende content en bereiken wekelijks tienduizenden mensen.

## Beeldmerk

Van 1973 t/m 1984
Van februari 1990 t/m 1 oktober 1990
Van 1 oktober 1990 t/m 5 september 1994
Van 5 september 1994 t/m 4 september 2000
Van 4 september 2000 t/m 5 september 2003
Van 5 september 2003 t/m 4 september 2006
Van 4 september 2006 t/m 19 augustus 2014
Oude HD logo van Nederland 2
Sinds 19 augustus 2014

Lijst van televisiekanalen in Nederland